# 马梅尔斯
马梅尔斯（法語：Mamers，法語發音：[mamɛʁs] ⓘ），法国西北部城市，卢瓦尔河地区大区萨尔特省的一个市镇，同时也是该省的一个副省会，下辖马梅尔斯区，其市镇面积为5.05平方公里，2022年1月1日时人口数量为5,080人，在法国城市中排名第2,134位。
马梅尔斯位于萨尔特省北部，东侧与奥恩省接壤，是一个区域性的中心城市，被认为是索努瓦地区是首府，多条公路在此交汇。法国政治家约瑟夫·卡约逝世于马梅尔斯。

## 地名来源
根据法国地名学家阿尔贝·多扎的论述，“Mamers”一名最初于公元10世纪时以“Sancti Mamertis”的形式被记载，该名称可能来源于人名“Mamertus”，后者被认为是当地村落的创建者。
因翻译标准不同，Mamers在中文谷歌地图以及《世界地名翻译大辞典》、《世界地名译名词典》等汉语资料中被译为马梅尔。

## 历史

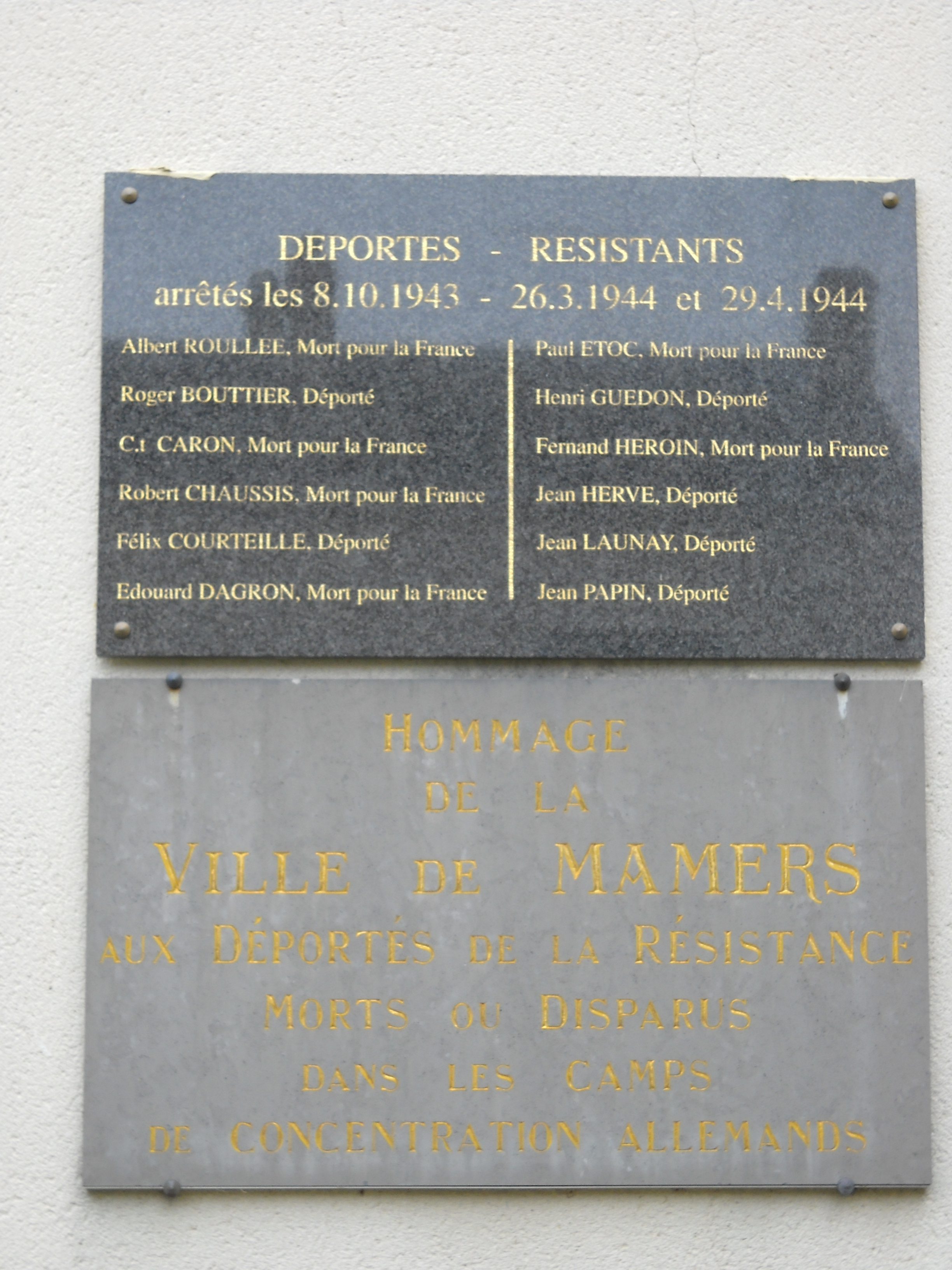
抵抗运动纪念碑

马梅尔斯始建于公元6至7世纪间，彼时两位天主教圣人里戈梅尔（Rigomer）和隆吉斯（Longis）在此修建了一处修道院，其附近逐渐形成聚落。10世纪时，马梅尔斯已发展为一个商业中心，成为索努瓦地区的核心城市。彼时，马梅尔斯为贝莱姆家族的领土。1171年，马梅尔斯领主蓬蒂约的纪尧姆一世逝世，其长子阿朗松的让一世与曼恩女伯爵贝阿特丽丝联姻，马梅尔斯成为曼恩伯国的领地。百年战争期间，马梅尔斯长期被英格兰军队控制。宗教战争期间，马梅尔斯遭到严重破坏，其城市在1650年的一场围城战中被烧毁。法国大革命后，马梅尔斯成为萨尔特省的一个市镇，并在1793至1801年间为该省的一个地区行署，后改建为副省会。1873年，马梅尔斯－圣卡莱地方铁路建成通车；1881年，马梅尔斯－莫尔塔涅欧佩什铁路亦建成。1904年6月7日，马梅尔斯遭遇严重的暴风雨袭击，致使当地17名居民遇难，多处建筑遭到破坏。第二次世界大战期间，马梅尔斯出现了民间抵抗运动组织，战后当地修建了抵抗运动纪念碑。二战后，随着私人汽车的兴起，途径马梅尔斯的铁路线均逐渐废弃。

## 地理

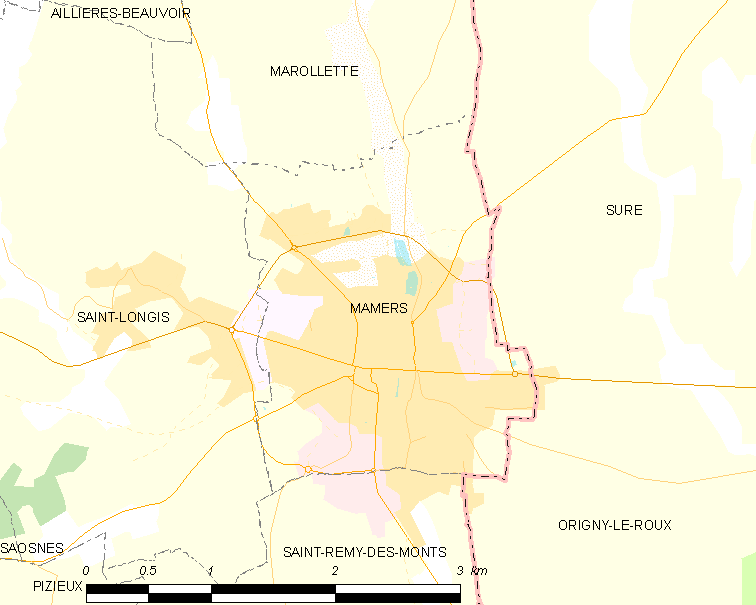
马梅尔斯市镇范围地图

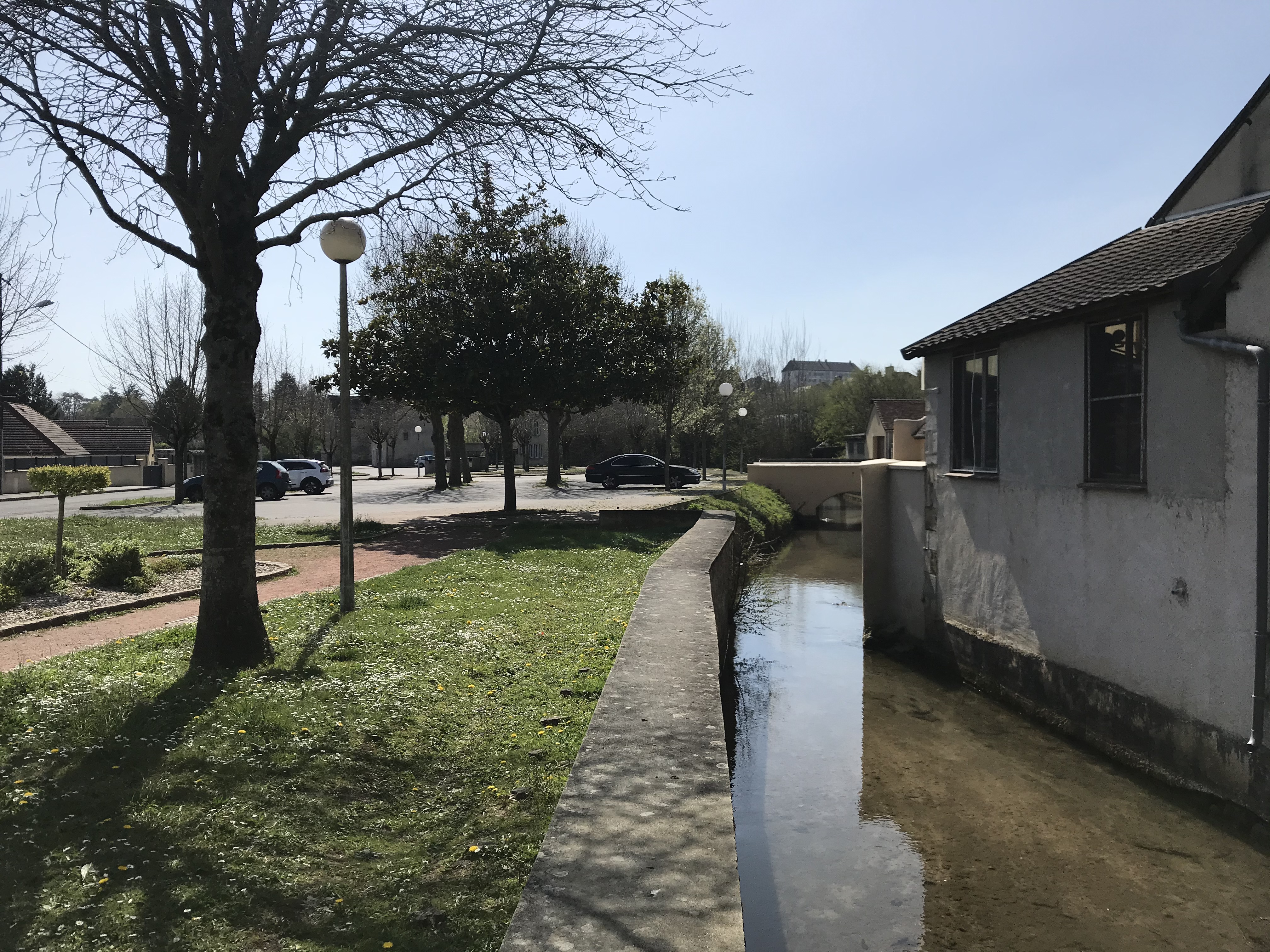
迪沃河的一条水道

马梅尔斯位于法国西北部，卢瓦尔河地区大区东北部和萨尔特省北部，距离省会勒芒大约45公里。与马梅尔斯接壤的市镇包括：马罗莱特、圣雷米德蒙、奥里尼勒鲁、叙雷、圣隆吉。

### 地形
马梅尔斯位于诺曼底丘陵腹地，境内以浅丘为主，市镇中心地势较为平坦，北部街区略有起伏，全境海拔在105到172米之间。

### 水文
马梅尔斯位于卢瓦尔河流域。迪沃河（La Dive）自北向南流经镇中心，该河沿岸有“垂钓湖”（Lac de Pêche），其附近被开辟为休闲公园。

### 植被
马梅尔斯属于温带阔叶混交林区，林地多分布于河流附近，并零散分布于市镇范围内的多个地区。
在鲜花城市的评比中，马梅尔斯被评为3星级鲜花城市。

### 气候
马梅尔斯在柯本气候分类法中属于温带海洋性气候。
距离马梅尔斯最近的常年气象站位于贝莱姆境内，以下为该气象站的数据（其中日照数据取自阿朗松气象站）：
| 贝莱姆 1981年－2019年 | 贝莱姆 1981年－2019年 | 贝莱姆 1981年－2019年 | 贝莱姆 1981年－2019年 | 贝莱姆 1981年－2019年 | 贝莱姆 1981年－2019年 | 贝莱姆 1981年－2019年 | 贝莱姆 1981年－2019年 | 贝莱姆 1981年－2019年 | 贝莱姆 1981年－2019年 | 贝莱姆 1981年－2019年 | 贝莱姆 1981年－2019年 | 贝莱姆 1981年－2019年 | 贝莱姆 1981年－2019年 |
| 月份                  | 1月                   | 2月                   | 3月                   | 4月                   | 5月                   | 6月                   | 7月                   | 8月                   | 9月                   | 10月                  | 11月                  | 12月                  | 全年                  |
| --------------------- | --------------------- | --------------------- | --------------------- | --------------------- | --------------------- | --------------------- | --------------------- | --------------------- | --------------------- | --------------------- | --------------------- | --------------------- | --------------------- |
| 历史最高温 °C（°F）   | 17.1 (62.8)           | 18.9 (66.0)           | 22.6 (72.7)           | 28.1 (82.6)           | 30.7 (87.3)           | 34.9 (94.8)           | 36.1 (97.0)           | 39 (102)              | 33 (91)               | 28.6 (83.5)           | 22.1 (71.8)           | 17.6 (63.7)           | 39 (102)              |
| 平均高温 °C（°F）     | 7 (45)                | 8.5 (47.3)            | 11.7 (53.1)           | 15.1 (59.2)           | 19 (66)               | 22.4 (72.3)           | 23.9 (75.0)           | 24.2 (75.6)           | 21.1 (70.0)           | 16 (61)               | 10.5 (50.9)           | 7 (45)                | 15.5 (59.9)           |
| 日均气温 °C（°F）     | 4.1 (39.4)            | 4.9 (40.8)            | 7.3 (45.1)            | 10.1 (50.2)           | 13.9 (57.0)           | 16.9 (62.4)           | 18.4 (65.1)           | 18.6 (65.5)           | 15.6 (60.1)           | 11.9 (53.4)           | 7.2 (45.0)            | 4.1 (39.4)            | 11.1 (52.0)           |
| 平均低温 °C（°F）     | 1.3 (34.3)            | 1.3 (34.3)            | 2.9 (37.2)            | 5 (41)                | 8.7 (47.7)            | 11.4 (52.5)           | 12.8 (55.0)           | 13 (55)               | 10.2 (50.4)           | 7.8 (46.0)            | 3.9 (39.0)            | 1.2 (34.2)            | 6.6 (43.9)            |
| 历史最低温 °C（°F）   | −13.3 (8.1)           | −15.1 (4.8)           | −11 (12)              | −4.3 (24.3)           | −0.9 (30.4)           | 1.4 (34.5)            | 4.9 (40.8)            | 4.5 (40.1)            | 1.6 (34.9)            | −3 (27)               | −8.5 (16.7)           | −10.7 (12.7)          | −15.1 (4.8)           |
| 平均降水量 mm（）     | 76.8 (3.02)           | 58 (2.3)              | 64.9 (2.56)           | 59 (2.3)              | 63.5 (2.50)           | 58.8 (2.31)           | 64.6 (2.54)           | 60.1 (2.37)           | 51.7 (2.04)           | 89.9 (3.54)           | 84.7 (3.33)           | 94.3 (3.71)           | 826.3 (32.53)         |
| 月均日照時數          | 62                    | 85                    | 131.4                 | 163.4                 | 190.3                 | 217.7                 | 215                   | 212.4                 | 168.2                 | 113.6                 | 70.5                  | 60.4                  | 1,689.9               |
| 来源：infoclimat.fr   |                       |                       |                       |                       |                       |                       |                       |                       |                       |                       |                       |                       |                       |

## 行政区划
马梅尔斯的市镇编号为72180，邮政编号为72600。
在行政管理方面，马梅尔斯隶属于法国卢瓦尔河地区大区萨尔特省，是该省的一个副省会，下辖马梅尔斯区；在地方选举方面，马梅尔斯是马梅尔斯县的中央投票站，其市镇范围全境被划入萨尔特省第五选区；在社会管理方面，马梅尔斯是曼恩-索努瓦市镇公共社区的组成部分及核心市镇。
法国国家统计与经济研究所（简称）在进行数据统计时，将马梅尔斯及相邻的圣隆日斯设为马梅尔斯城市核心区，并将包括核心区在内的周边共6个市镇划为马梅尔斯城市区。自2020年起，马梅尔斯城市区被包含21个市镇的马梅尔斯城市辐射区代替。此外，还将马梅尔斯市镇分为了2个“块区”（IRIS），以便于统计人口分布情况。

## 交通

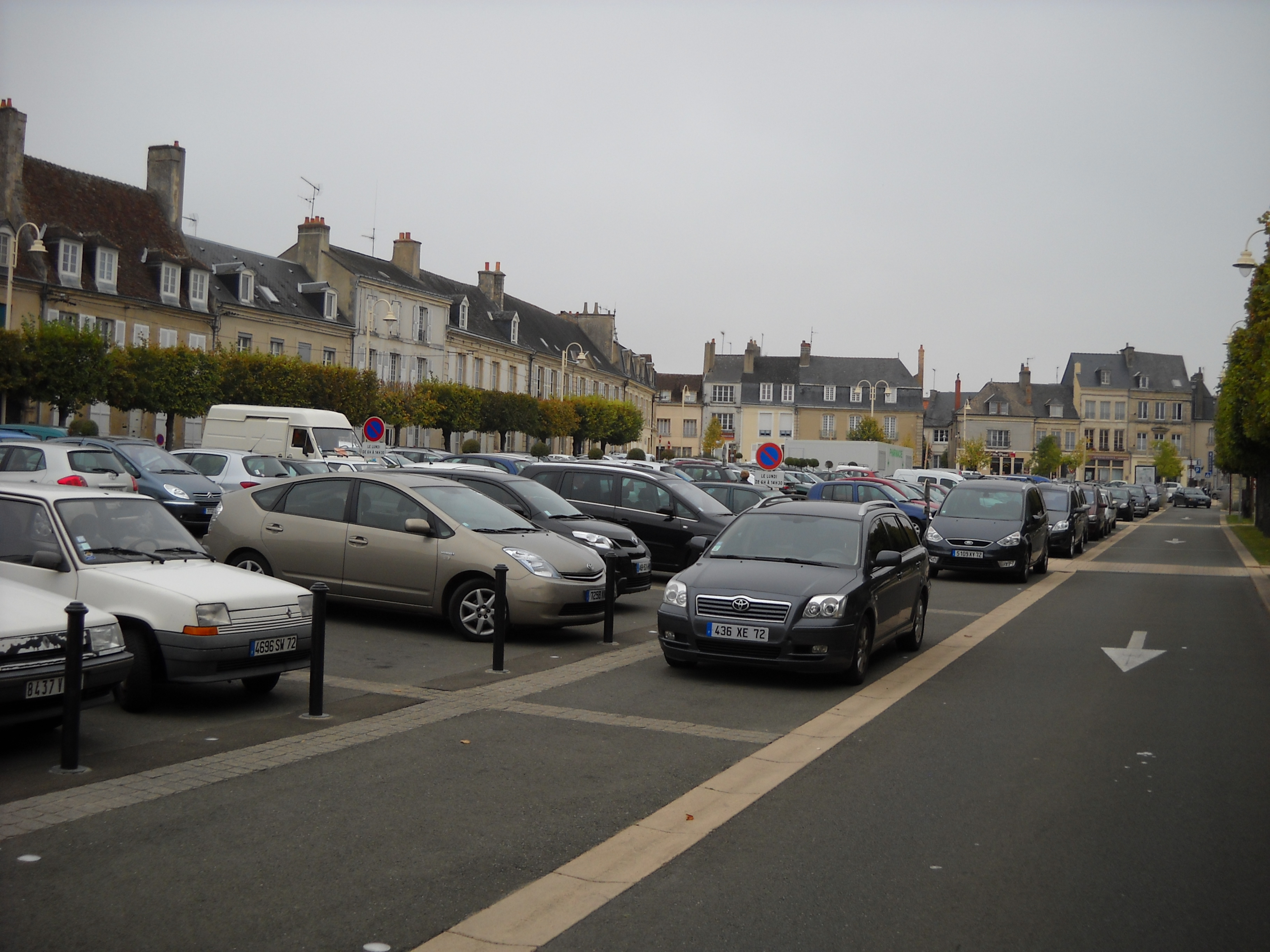
马梅尔斯镇中心共和国广场的车辆

### 公路
多条萨尔特省省道在马梅尔斯境内交汇。卢瓦尔河地区大区下属的城际客运提供巴士线路，可前往省会勒芒。
| 5 | 38 |

| 20 | 21 |

| 勒芒 | 46 |

| 贝尔纳堡 | 32 |

| 阿朗松 | 26 |

| 莫尔塔涅欧佩什 | 26 |

| 诺让勒罗特鲁 | 38 |

| 贝莱姆 | 15 |

2018年，65%的马梅尔斯家庭拥有至少一辆私人汽车。2019年，马梅尔斯境内共发生各类交通事故4起，造成5人受伤。

### 铁路
马梅尔斯位于马梅尔斯－圣卡莱地方铁路上，该铁路已于1972年关闭。距离马梅尔斯最近的运营中的客运铁路车站为23公里外的拉于特-库隆比耶站，该站停靠往返于勒芒和阿朗松一线的区域列车。

### 航空
距离马梅尔斯最近的民用航空站为巴黎-奥利机场，距离马梅尔斯市中心的公路里程约177公里。

### 城市公共交通
截至2022年6月，马梅尔斯暂无城市公共交通系统。

## 政治

### 市政内阁

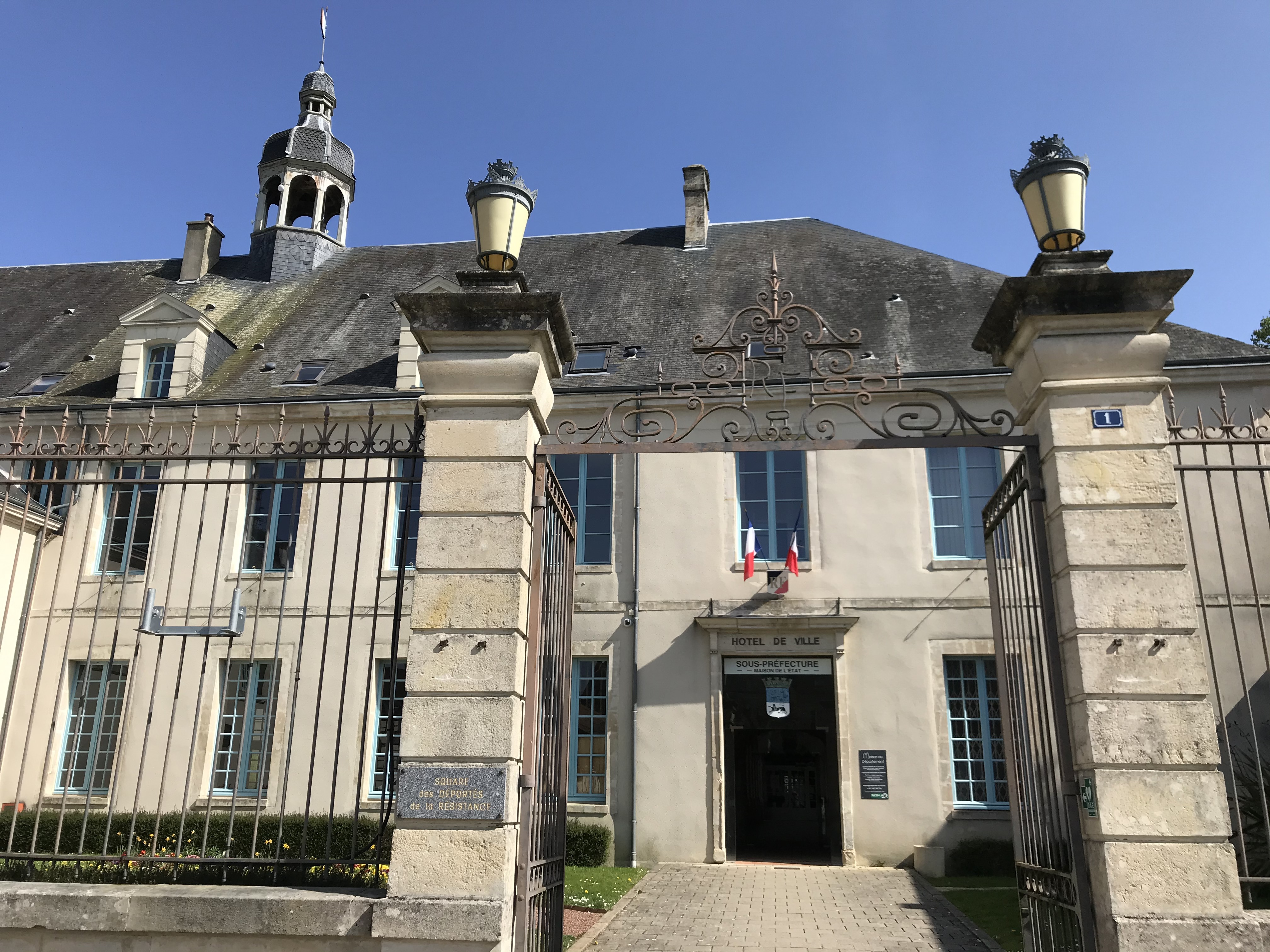
马梅尔斯市政厅及副省政府

马梅尔斯的现任市长为弗雷德里克·博谢夫先生（Frederic BEAUCHEF），他是共和党的一名成员，在2020年的市政选举中获得了100.00%的支持率（无其他候选人）。
| 马梅尔斯历届市长 | 马梅尔斯历届市长                    | 马梅尔斯历届市长                 |
| 任期             | 市长                                | 党派                             |
| ---------------- | ----------------------------------- | -------------------------------- |
| 1946年－1971年   | Robert CHEVALIER 罗贝尔·舍瓦利耶    | RPF法国人民联盟 →UNR新共和国联盟 |
| 1971年－1989年   | Henri COURANT 亨利·库朗             | 無黨籍                           |
| 1989年－1995年   | Philippe CHEVREUL 菲利普·谢弗勒尔   | UDF法国民主联盟 →DL民主自由      |
| 1995年－2014年   | Michel CORBIN 米歇尔·科尔班         | PS社会党                         |
| 2014年－         | Frédéric BEAUCHEF 弗雷德里克·博谢夫 | UMP人民运动联盟 →LR共和黨        |

### 各级选举
| 马梅尔斯历届投票选举结果 | 马梅尔斯历届投票选举结果 | 马梅尔斯历届投票选举结果 | 马梅尔斯历届投票选举结果 | 马梅尔斯历届投票选举结果               | 马梅尔斯历届投票选举结果 | 马梅尔斯历届投票选举结果 | 马梅尔斯历届投票选举结果               | 马梅尔斯历届投票选举结果 | 马梅尔斯历届投票选举结果 |
| 选举项目                 | 选举范围                 | 选区单位                 | 选区单位内的选举结果     | 选区单位内的选举结果                   | 选区单位内的选举结果     | 选区单位内的选举结果     | 选区单位内的选举结果                   | 选区单位内的选举结果     | 参考资料                 |
| 选举项目                 | 选举范围                 | 选区单位                 | 第一轮胜出者             | 第一轮胜出者                           | 支持率                   | 第二轮胜出者             | 第二轮胜出者                           | 支持率                   | 参考资料                 |
| ------------------------ | ------------------------ | ------------------------ | ------------------------ | -------------------------------------- | ------------------------ | ------------------------ | -------------------------------------- | ------------------------ | ------------------------ |
| 2017年法國總統選舉       | 法國                     | 市镇                     |                          | 弗朗索瓦·菲永                          | 31.56%                   |                          | 埃马纽埃尔·马克龙                      | 62.11%                   | [ 27 ]                   |
| 2017年法国立法选举       | 萨尔特省第五选区         | 市镇                     |                          | 维利·科兰                              | 31.53%                   |                          | 让-卡勒·格勒利耶                       | 56.29%                   | [ 27 ]                   |
| 2019年欧洲议会选举       | 法國                     | 市镇                     |                          | 若尔丹·巴尔代拉                        | 25.64%                   | （不适用）               | （不适用）                             | （不适用）               | [ 29 ]                   |
| 2021年法国省级选举       | 萨尔特省                 | 县                       |                          | 弗雷德里克·博谢夫 莫妮卡·尼古拉-利贝热 | 53.97%                   |                          | 弗雷德里克·博谢夫 莫妮卡·尼古拉-利贝热 | 79.65%                   | [ 30 ]                   |
| 2021年法国省级选举       | 萨尔特省                 | 市镇                     |                          | 弗雷德里克·博谢夫 莫妮卡·尼古拉-利贝热 | 67.92%                   |                          | 弗雷德里克·博谢夫 莫妮卡·尼古拉-利贝热 | 87.4%                    | [ 30 ]                   |
| 2021年法国大区选举       |                          | 市镇                     |                          | 克丽丝泰勒·莫朗赛                      | 48.91%                   |                          | 克丽丝泰勒·莫朗赛                      | 62.97%                   | [ 31 ]                   |
| 2022年法国总统选举       | 法國                     | 市镇                     |                          | 玛丽娜·勒庞                            | 30.59%                   |                          | 埃马纽埃尔·马克龙                      | 53.04%                   | [ 27 ]                   |
| 2022年法国立法选举       | 萨尔特省第五选区         | 市镇                     |                          | 让-卡勒·格勒利耶                       | 37.23%                   |                          | 让-卡勒·格勒利耶                       | 59.45%                   | [ 27 ]                   |

## 人口
2019年，马梅尔斯市镇人口数量为5,157，在法国排名第2,134位。其中男性2,465人，女性2,692人，75岁及以上人口占15.0%，外籍人口数量为184人，人口密度为1,021人/平方公里，当地居民被称为（男性）或（女性）。2020年，马梅尔斯境内出生34人，死亡人口96人。
| 马梅尔斯1901年－2019年人口变化情况 |
|                                    |
| 数据来源：Cassini、INSEE           |

## 经济

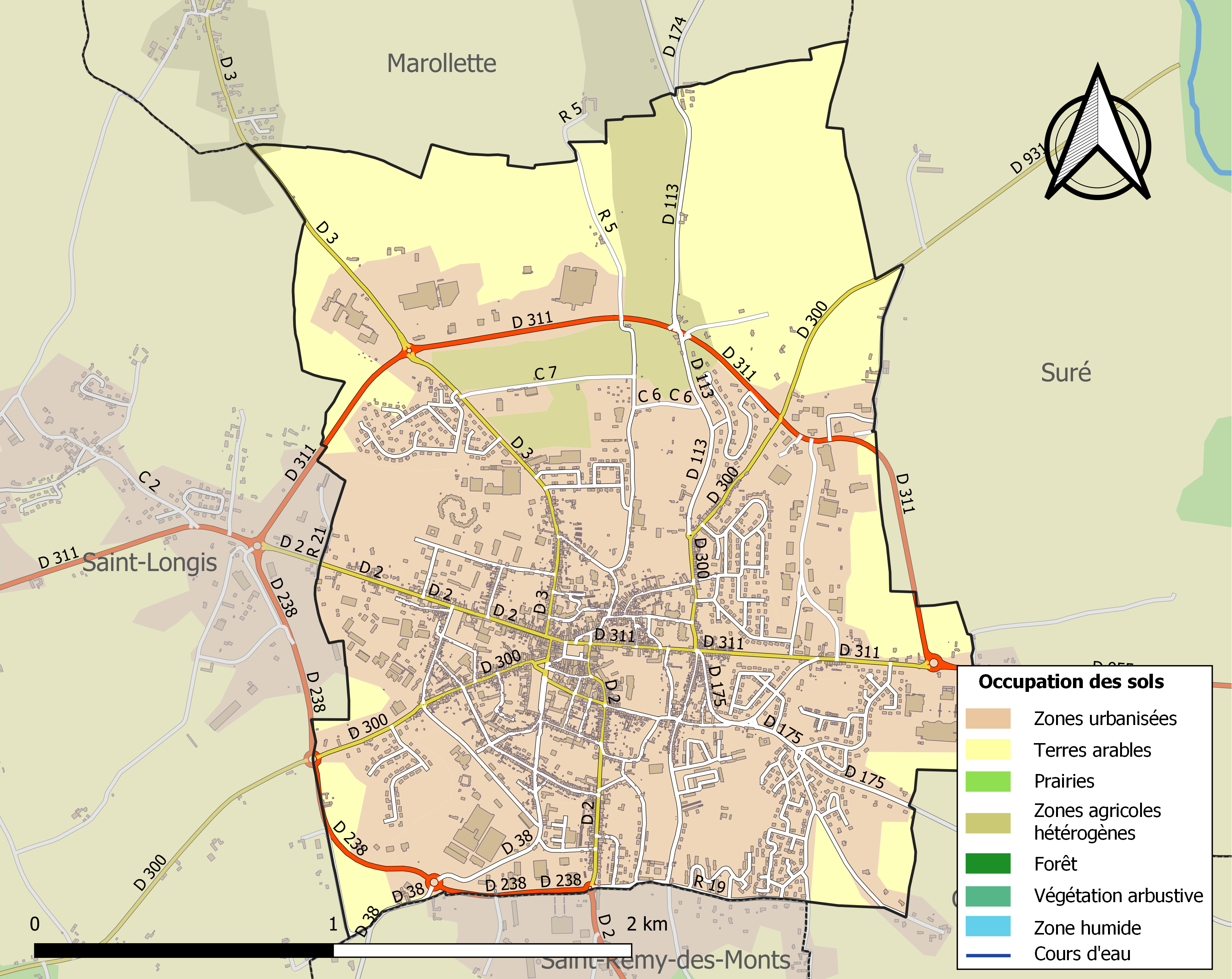
马梅尔斯土地利用情况地图

马梅尔斯是一个区域性的中心城市。截止2022年6月，马梅尔斯市镇范围内共有各类用人单位（包含自雇）615家，平均历史为20年，其中98.3%为中小型企业（PME），2022年4月至6月间，当地的经济活力指数为0.81%。（电子元件生产）、（花卉）及（行政管理）是当地2021年营业额最高的三个企业，分别为1,277,997欧元、684,595欧元和125,000欧元。

## 财政与居民收入
2020年，马梅尔斯的财政收入总额为6,330,610欧元，财政支出总额为5,699,300欧元，当年的债务总额为11,327,400欧元。2021年，马梅尔斯共获得1,864,270欧元的国家财政补助，比上一年增加了2.74%。
2019年，马梅尔斯的人均月收入总额为1,868欧元，其中高级职员为3,588欧元，低于法国平均水平（4,230欧元）；中级职员为2,148欧元，低于法国平均水平（2,411欧元）；普通职员为1,589欧元，亦低于法国平均水平（1,740欧元）。
2018年，马梅尔斯境内的青壮年（15至64岁）失业率为19.2%，当地40.6%的家庭拥有纳税资格，平均纳税1,274欧元，低于法国平均水平（3,910欧元）。

## 社会事务

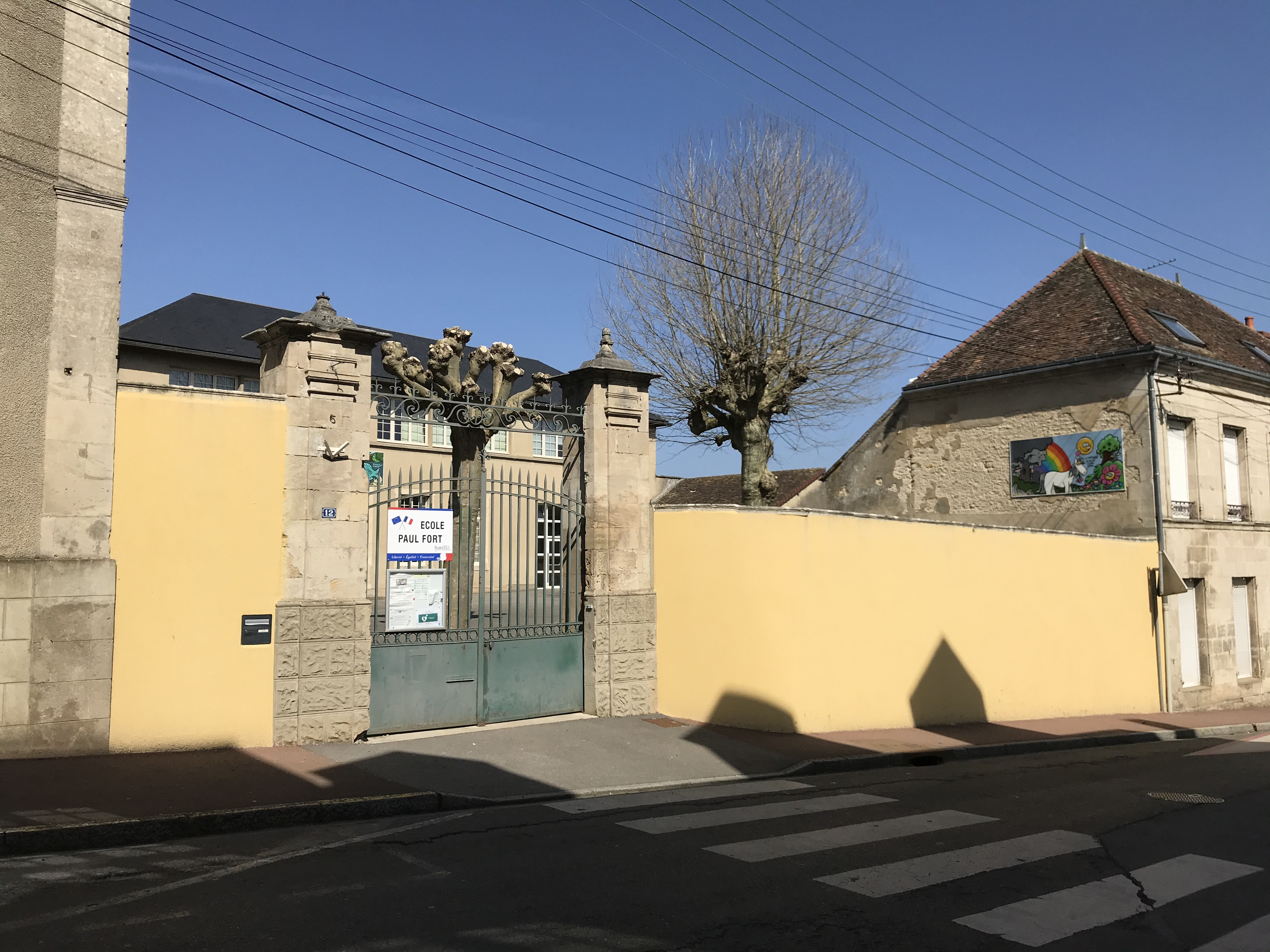
马梅尔斯保罗·福尔学校

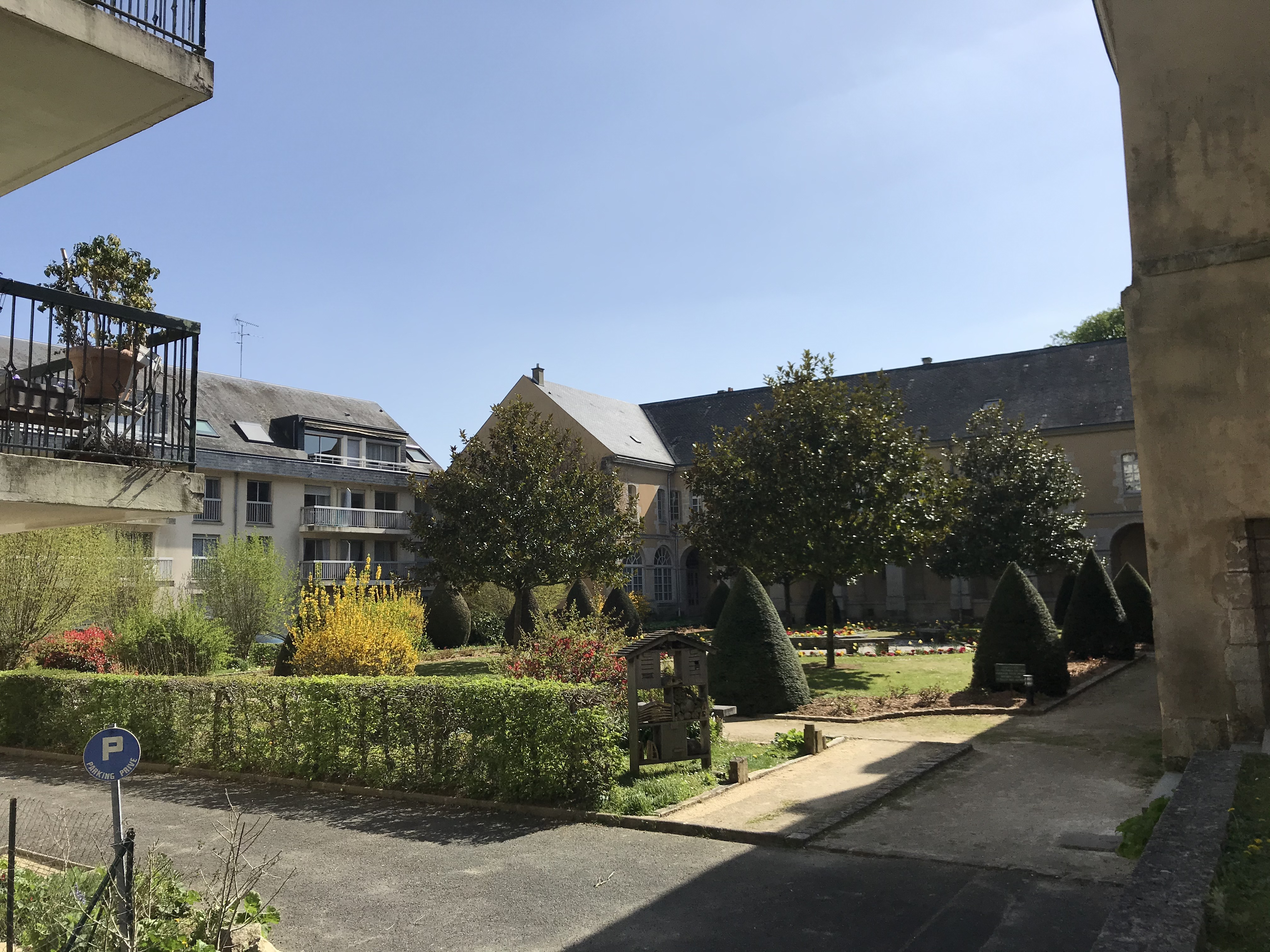
一处街心花园

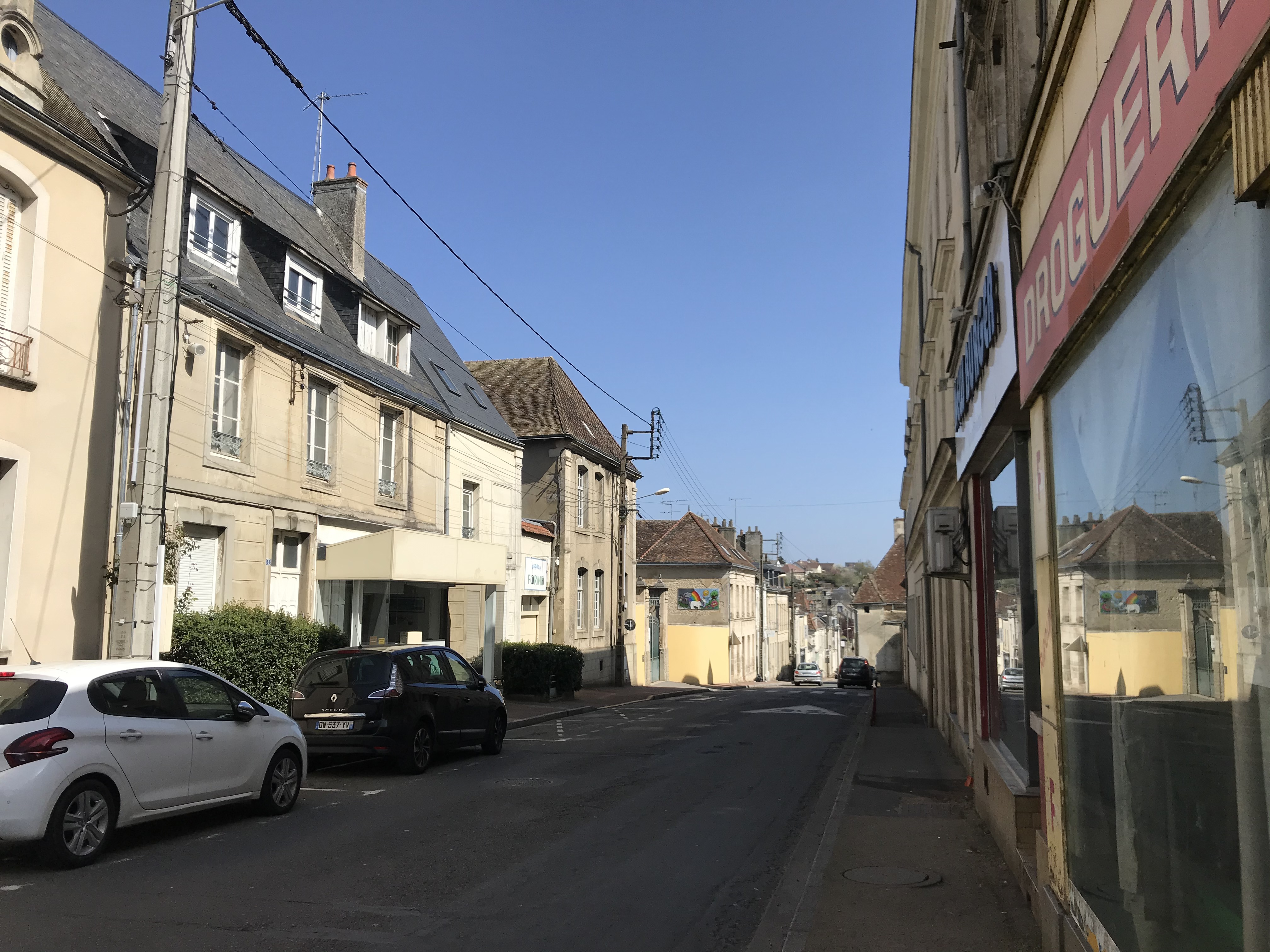
镇中心的城塞街

### 教育
马梅尔斯属于南特学区。截止2020年1月1日，马梅尔斯境内共有2所幼儿园、3所小学、2所初级中学和1所普通高中。2018至2019学年度，马梅尔斯境内共有在校中等教育阶段学生1,019名。

### 医疗
截止2020年1月1日，马梅尔斯境内共有全科医生5名、保健师3名、牙医5名和护士4名。境内共有药房2家、养老院4家、残疾人帮扶中心1家。
马梅尔斯是“阿朗松-马梅尔斯市际中心医院”（Centre hospitalier intercommunal Alençon - Mamers）的服务范围，后者是法国的一个区域性医疗机构，其主病区分设于阿朗松和马梅尔斯，其中马梅尔斯病区设有床位228个，是当地规模最大的公立综合性医院。

### 住房
2018年，马梅尔斯境内共有各类住房3,120套，其中71.8%为独立式居民区，26.4%为集中式居民区。常住房屋占马梅尔斯市镇范围内居民建筑总量的83.6%。
在住房保障政策方面，2020年，马梅尔斯境内共有748户家庭获得了住房经济补助，受益人数占总人口数量的14.3%，其中722份为房租补助。

### 商业
2019年，马梅尔斯境内共有各类实体商铺152家，其中餐厅17家、大型超市3家、杂货店1家、面包房6家、肉铺6家、书店2家、银行门店8家、美容美发店9家、汽车维修店11家。市区东部、南部和西部分别建有Super U、Intermarché和Lidl综合购物商场。

### 体育
2020年，马梅尔斯境内共有1家游泳池、2间体育馆、1座综合体育场、5处网球场、1处马术场、3处足球或橄榄球场以及4处篮球或排球场。
截至2022年6月，马梅尔斯竞技体育俱乐部（编号501980）是当地唯一的注册足球俱乐部，该俱乐部成立于1920年，其主队2022至2023赛季参加卢瓦尔河地区大区足球联赛乙组（法国第七级别），其主场为市政球场（Stade municipal）。

### 环境
马梅尔斯的环境事务由其所属的曼恩-索努瓦市镇公共社区联合各级政府协调负责。2019年，马梅尔斯境内共有1家污染企业。

### 治安
2019年，马梅尔斯市镇范围内共有1处宪兵队。
马梅尔斯国家宪兵队（zone gendarmerie de Mamers）管辖共116个市镇。2020年，该宪兵队辖区累计发生各类案件2,182起，其中盗窃类案件980起，经济类案件386起，毒品交易类案件61起。

## 文化
2020年，马梅尔斯境内有1家电影院。马梅尔斯市政府提供多媒体中心，每周二至六向公众开放。

### 建筑
马梅尔斯境内有多处历史建筑，其中法国国家文物保护单位包括马梅尔斯圣母教堂、谷物大堂等。

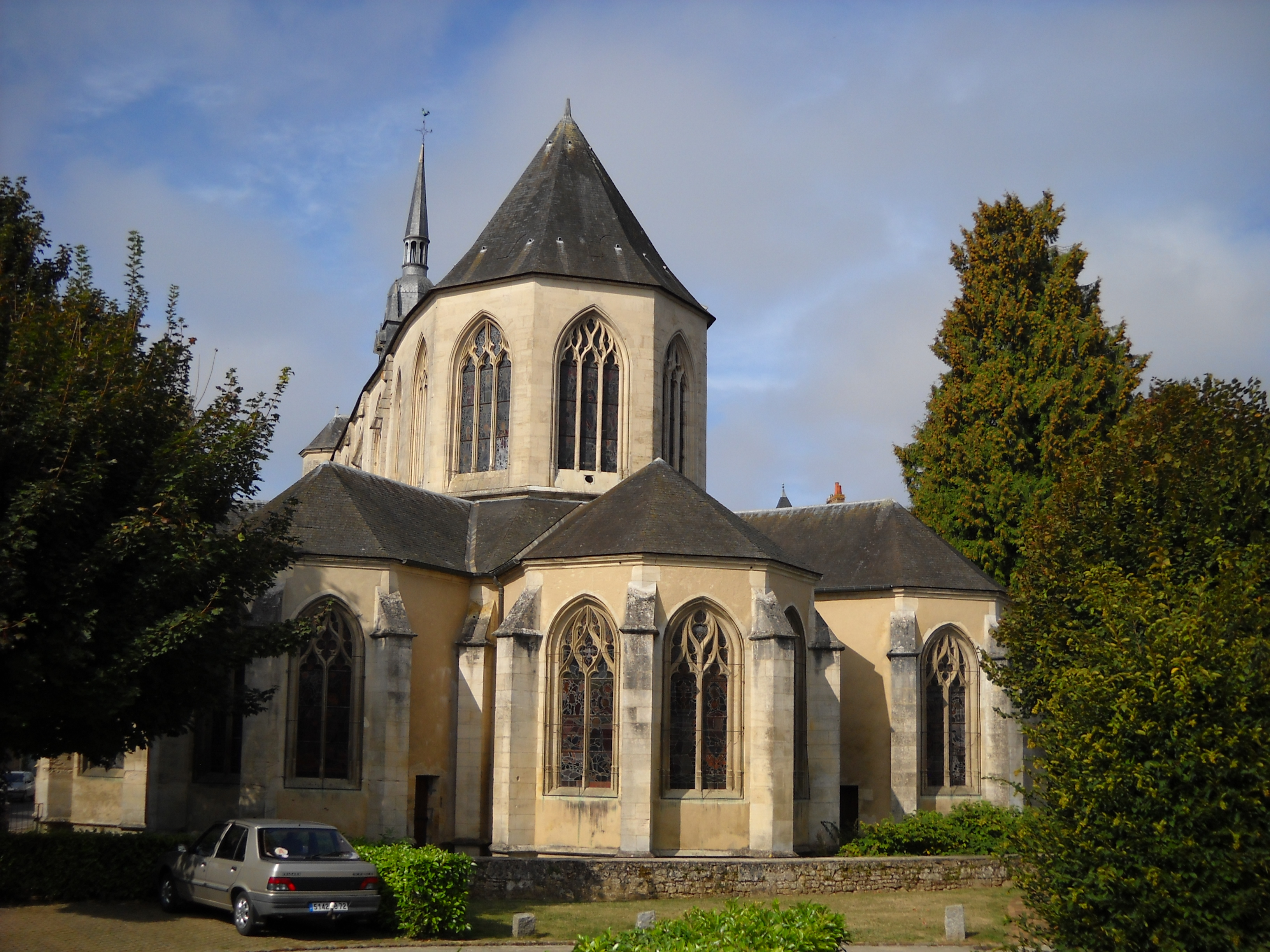
圣母教堂（法语：Église Notre-Dame de Mamers）
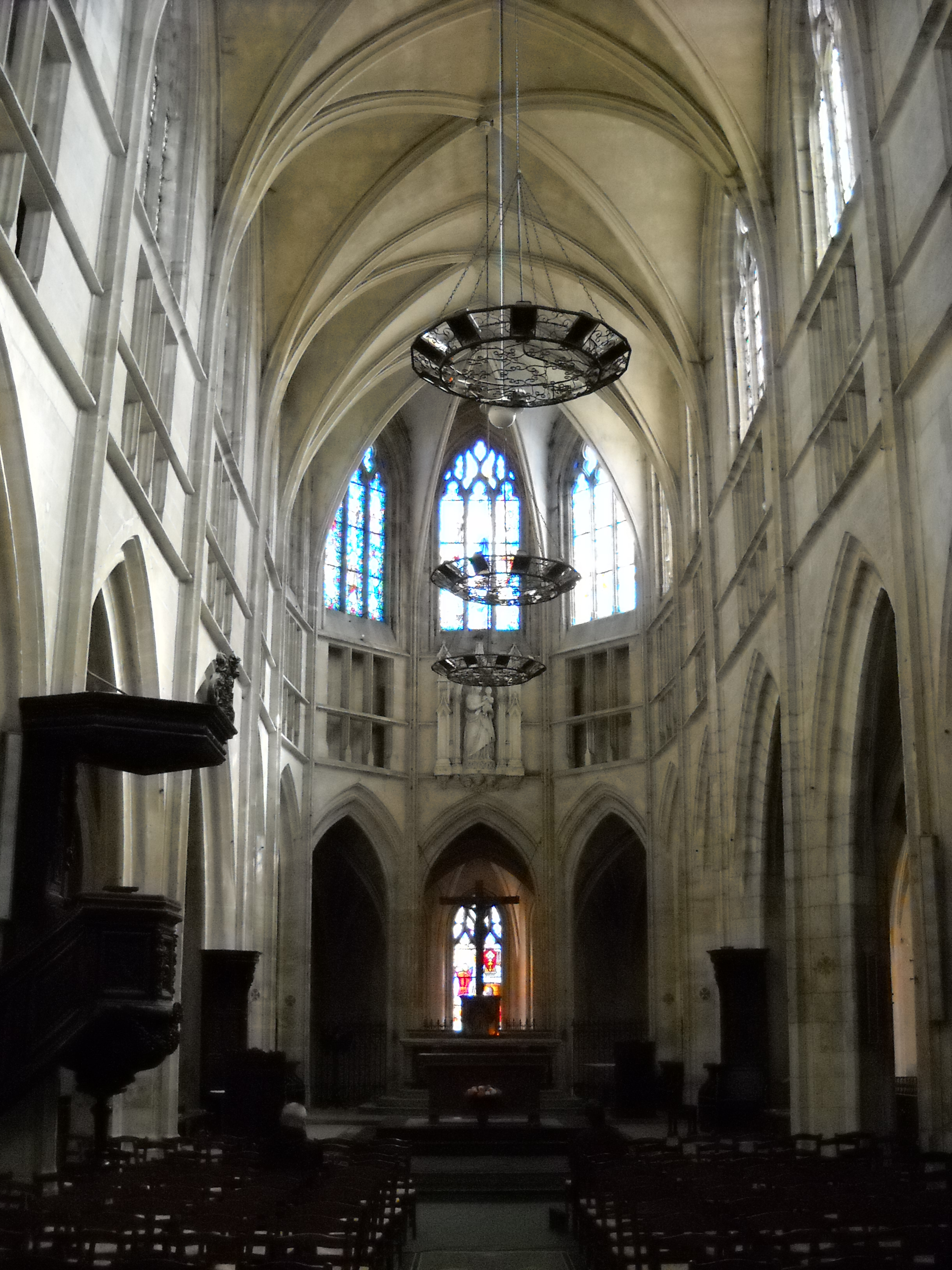
教堂大厅
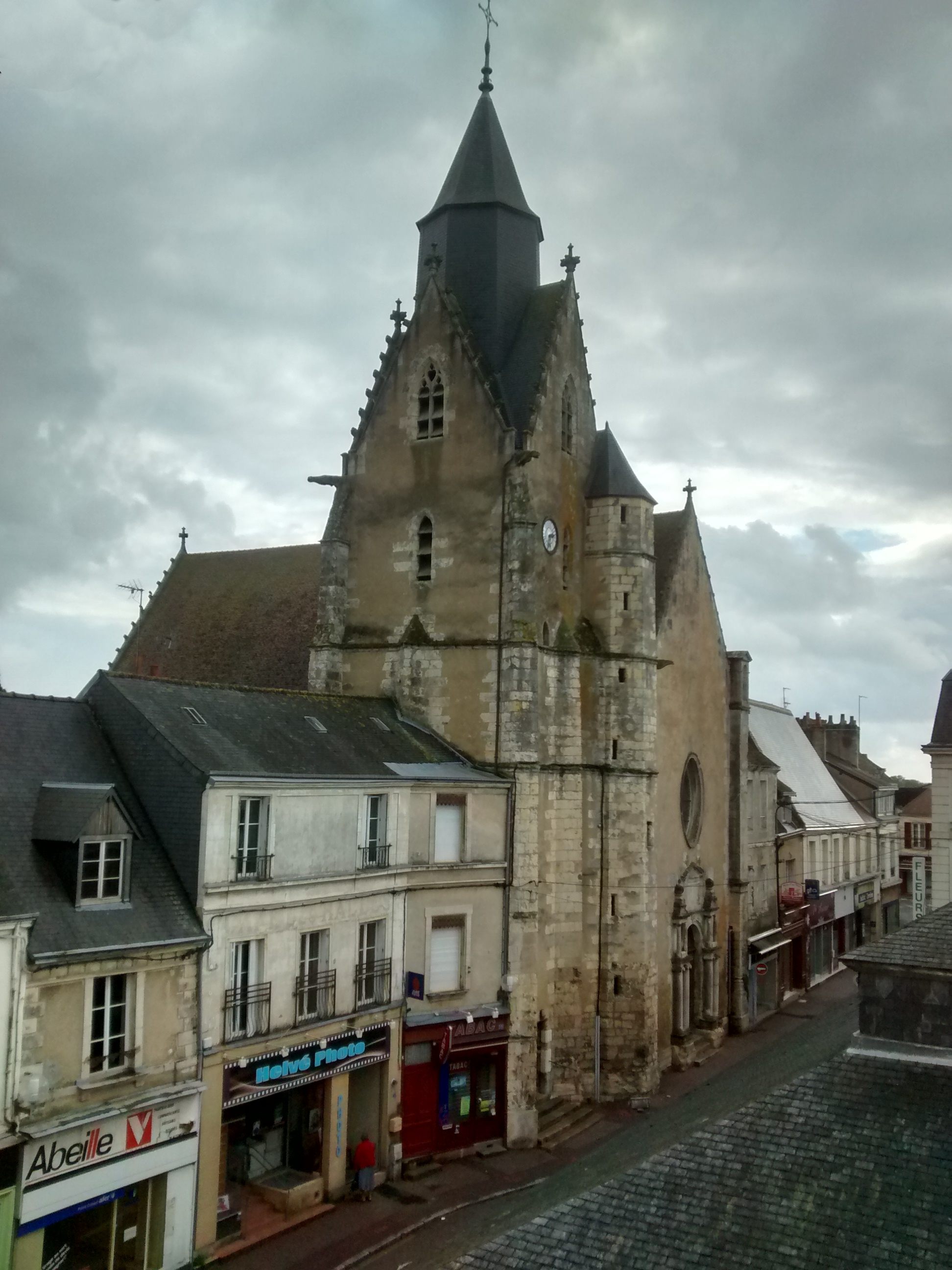
圣尼古拉教堂（法语：Église Saint-Nicolas de Mamers）
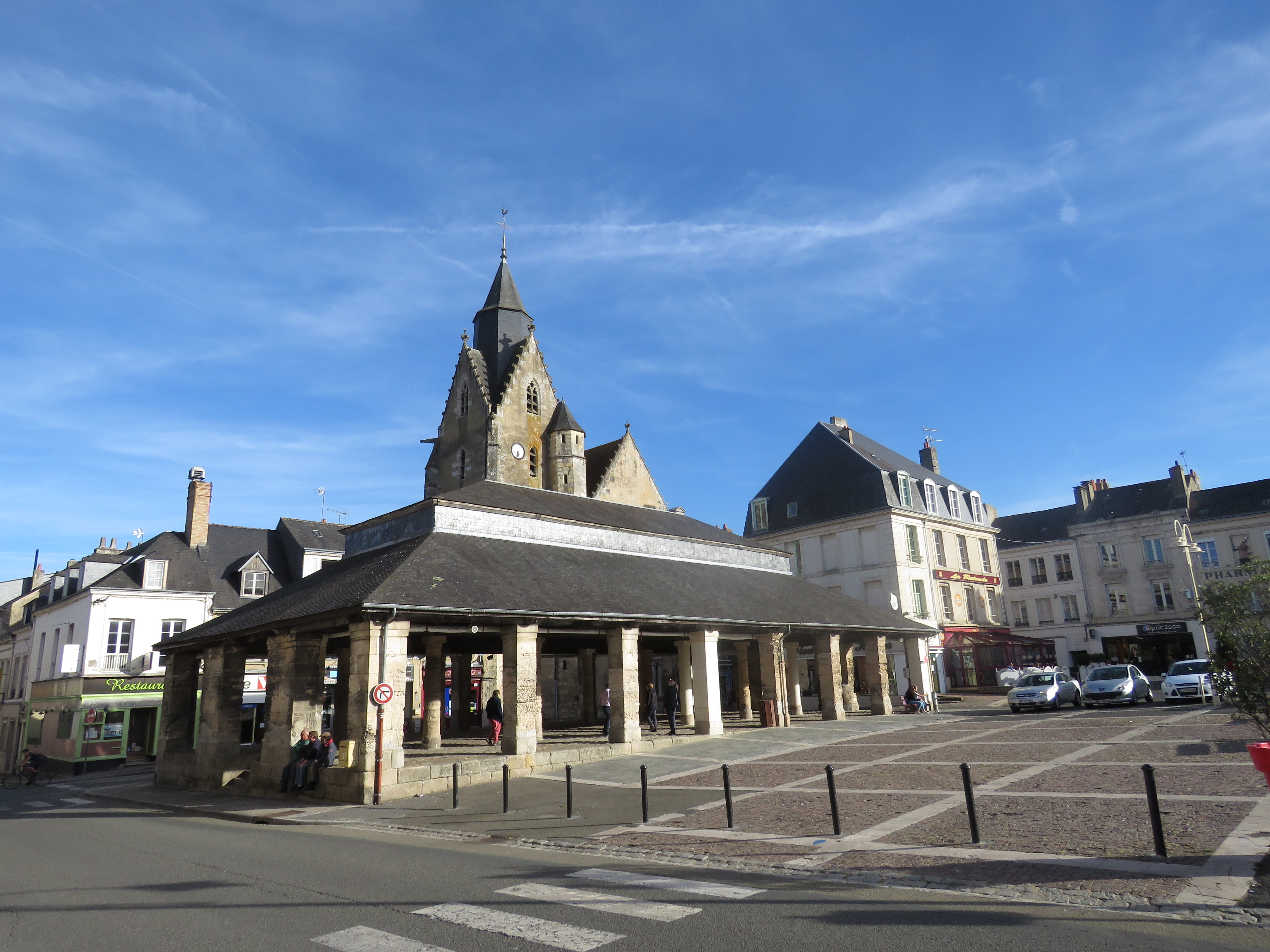
谷物大堂
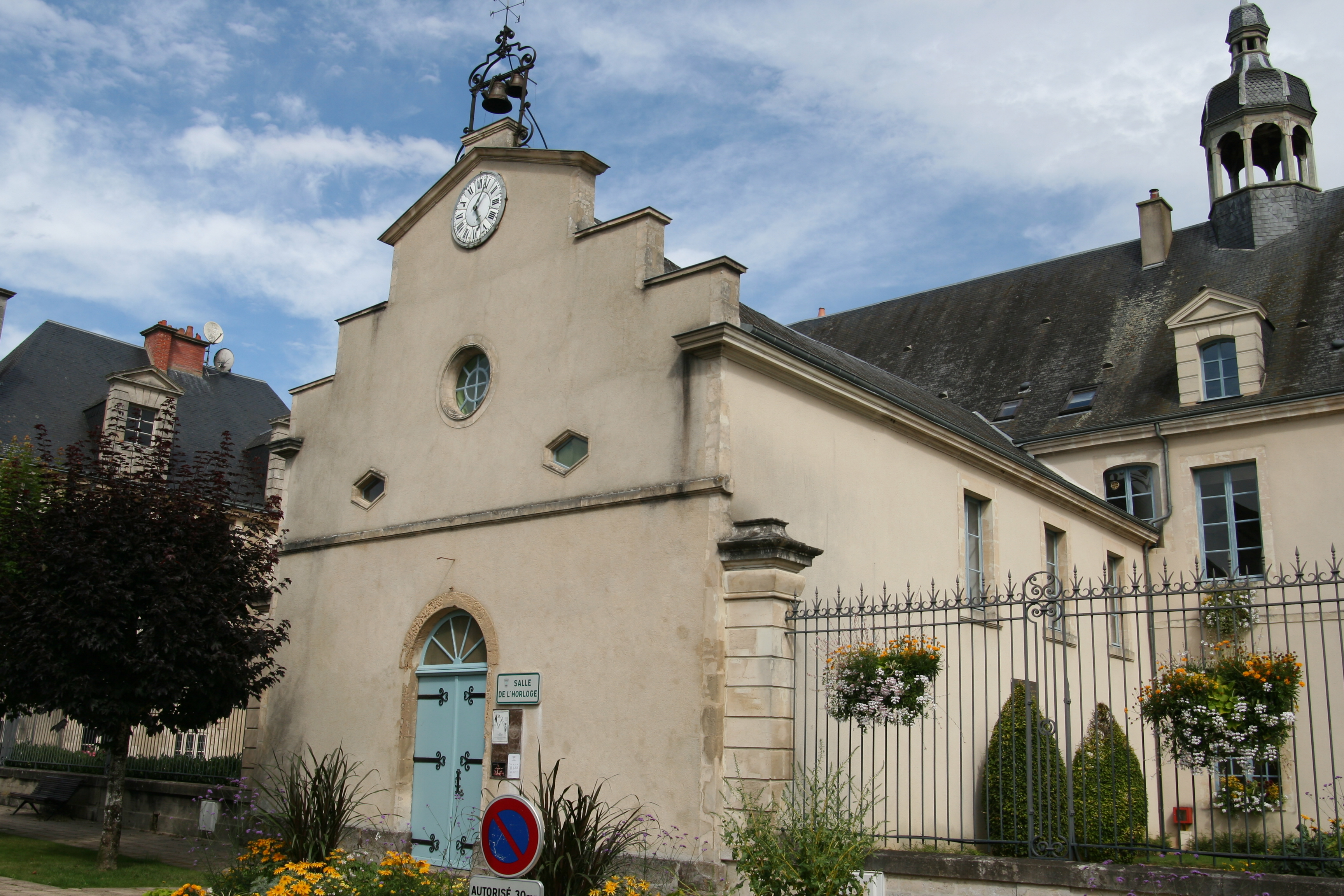
钟楼大堂
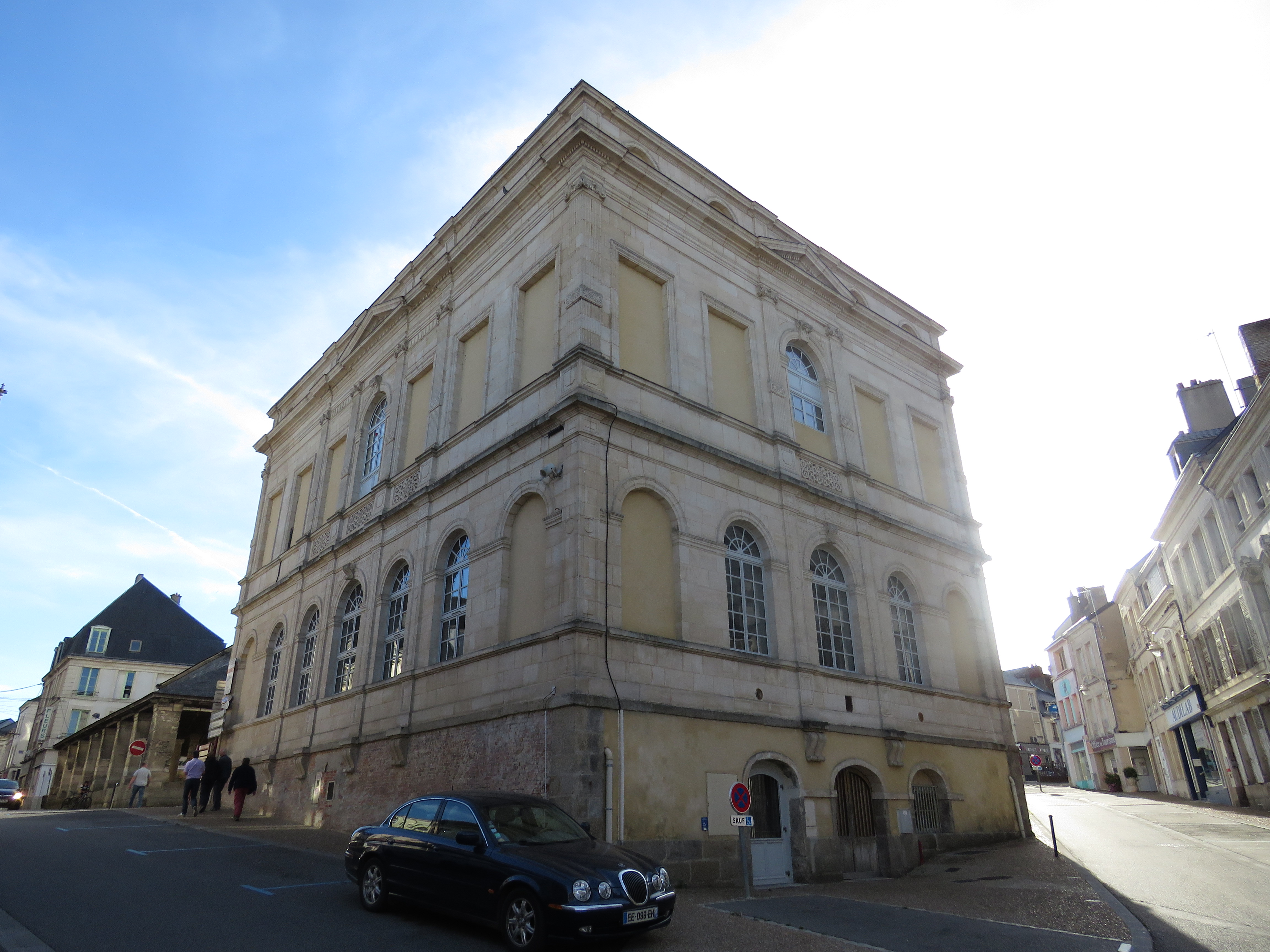
市政剧场
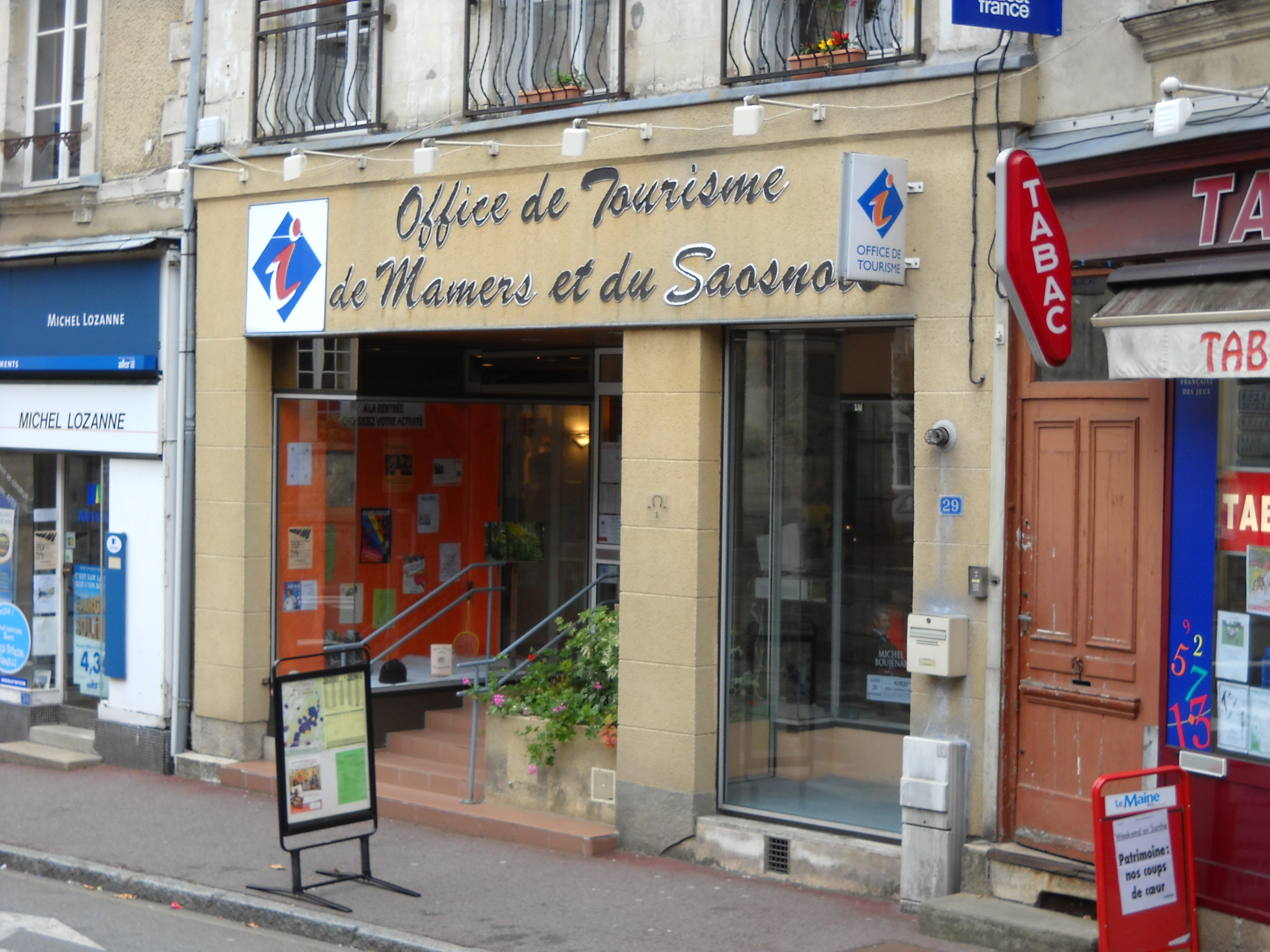
旅游局

### 旅游
马梅尔斯的旅游事务由其所属的曼恩-索努瓦市镇公共社区负责。2021年，马梅尔斯境内共有1个露营地，可容纳共48辆露营车。

### 媒体
法国主要的媒体均可在马梅尔斯接收，法国电视三台下属的卢瓦尔河地区大区频道在部分时段播出马梅尔斯所属区域的地方新闻。《法国西部报》、《自由曼恩报》、《勒佩尔什周报》、蓝色法兰西曼恩广播、斯威特广播等是当地主要的地方性媒体。

## 友好城市
截至2022年6月，马梅尔斯共与一座城市互为友好城市关系：
- 德国 盖罗尔茨霍芬